# Курчум (Кировская область)
Курчум — село в Сунском районе Кировской области, административный центр Курчумского сельского поселения.

## География
Находится на расстоянии примерно 16 километров на северо-восток от районного центра поселка  Суна.

## История
Село основано в 1661 году при обосновании деревянной Екатерининской церкви. Прежние названия: деревня Пасеговская, село Екатерининское. Каменная церковь построена в 1731 году. В 1678 году учтено 8 дворов, в  1764 175 жителей. В 1873 году учтено было дворов 31 и жителей 246, в 1905 39 и 269, в 1926 73 и 219, в 1950 39 и 269. В 1989 году учтено 347 жителей. 

## Население
Постоянное население  составляло 337 человек (русские 88%) в 2002 году, 327 в 2010.

## Известные уроженцы
Зубарева Хариесса Арсениевна (1883—1968) — русский советский педагог. Заведующая, учитель начальных классов школ с. Марисола, д. Большие Ключи Сернурского района Марийской автономной области / Марийской АССР (1915―1951). Заслуженный учитель школы РСФСР (1951). Кавалер ордена Ленина (1949).